# Lasioglossum flavoscapus
Lasioglossum flavoscapus är en biart som beskrevs av Ebmer 2008. Lasioglossum flavoscapus ingår i släktet smalbin, och familjen vägbin. Inga underarter finns listade i Catalogue of Life.